# 异形晶

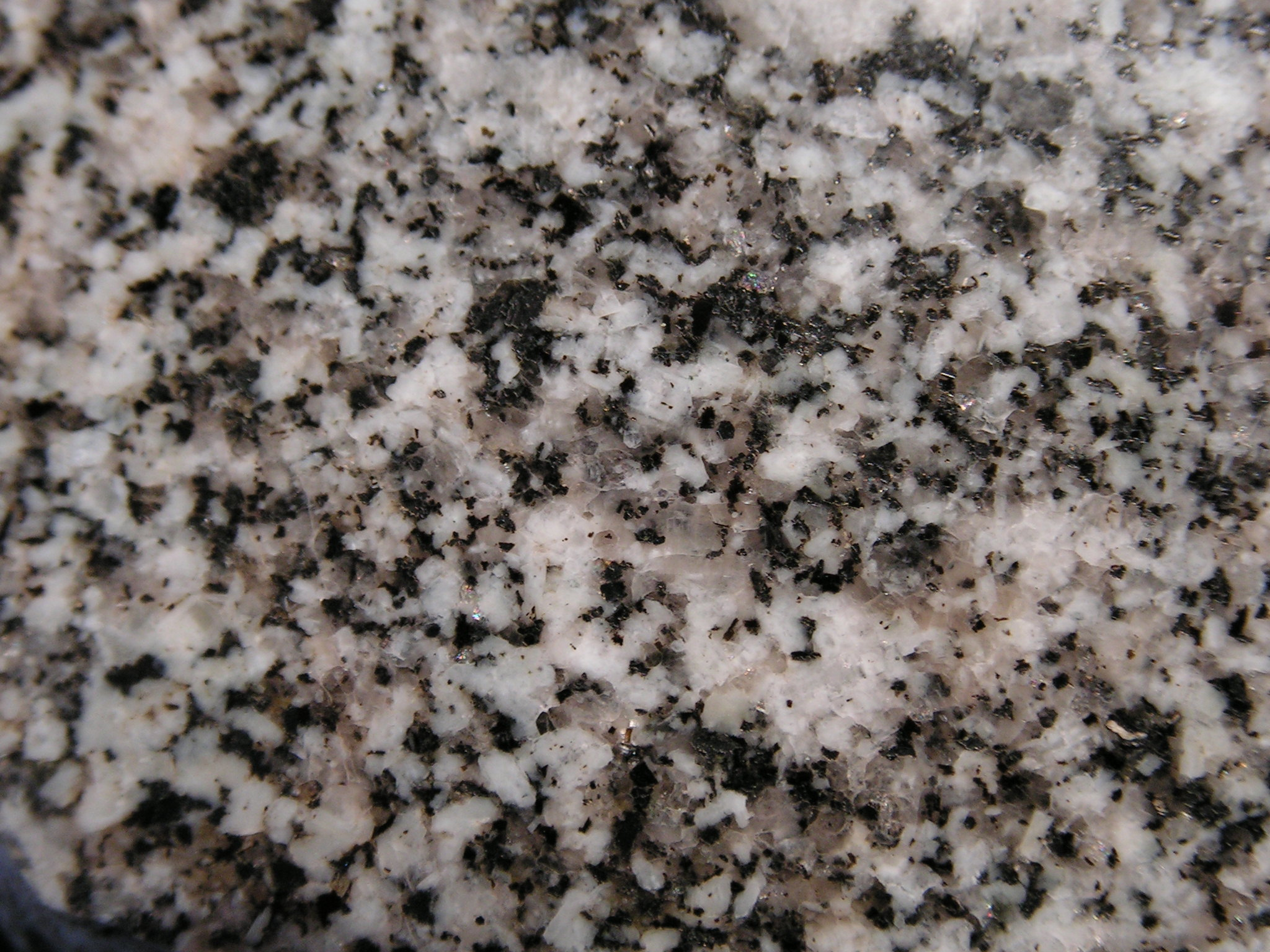
花崗岩中的石英 异形晶（灰色）

异形晶（英語：Xenomorph (geology))是指一種礦物，其結晶時期比其他同存在一起的礦物較晚，因此沒有空間形成其典型的晶體形式
。异形晶是快速結晶的火山熔岩和淺層火成岩侵入體中典型的基質礦物。 它也是沉積岩在成岩過程中形成的間隙或膠結礦物的典型特徵。 與异形晶相反的自形晶，其外部形態僅受自身晶體結構的控制。具有清晰、易於識別表面的晶體。在岩石中，若有自形晶，代表它們是在液態岩漿結晶的早期產物，或者在孔洞中的結晶，不受其他晶體在空間阻限制。